# Polnische Meisterschaften im Skispringen 2019/20
Die polnischen Meisterschaften im Skispringen 2019/20 fanden am 15. Februar 2020 auf der Skalite-Normalschanze (HS 104) in Szczyrk statt. Dabei wurde lediglich die Meisterin ermittelt. Die Männer hätten ihren Meister am 26. Dezember 2019 auf der Adam-Małysz-Schanze in Wisła küren wollen, doch musste das Springen aufgrund zu hoher Temperaturen und Schneemangel abgesagt werden. Damit fand zum ersten Mal seit 1945 kein Meisterschaftsspringen der Männer in der Wintersaison statt. Cheftrainer der Frauen war Łukasz Kruczek. Polnische Meisterin wurden die punktgleichen Athletinnen Kinga Rajda und Joanna Szwab, die jeweils ihren zweiten Wintertitel gewannen. Es war die erste Wintermeisterschaft der Frauen auf einer Normalschanze.

## Ergebnis
Das Meisterschaftsspringen der Frauen begann um 13:30 Uhr. Die größte Weite stellte Kinga Rajda mit einem Sprung auf 96 Meter auf, der ihr die alleinige Führung nach dem ersten Durchgang brachte. Im zweiten Durchgang gelang es Joanna Szwab mit einem Sprung auf 94 Metern, noch mit Rajda gleich zu ziehen.
| Platz | Name                | Verein                   | Weite 1 | Weite 2 | Punkte |
| ----- | ------------------- | ------------------------ | ------- | ------- | ------ |
| 01.   | Kinga Rajda         | SSR LZS Sokół Szczyrk    | 096,0   | 092,0   | 214,0  |
| 01.   | Joanna Szwab        | AZS Zakopane             | 093,0   | 094,0   | 214,0  |
| 03.   | Anna Twardosz       | PKS Olimpijczyk Gilowice | 091,5   | 091,0   | 205,0  |
| 04.   | Wiktoria Przybyła   | SSR LZS Sokół Szczyrk    | 078,0   | 078,0   | 143,5  |
| 05.   | Nicole Konderla     | WSS Wisła                | 075,5   | 077,5   | 137,5  |
| 06.   | Sara Tajner         | SSR LZS Sokół Szczyrk    | 075,0   | 065,5   | 109,0  |
| 07.   | Magdalena Pałasz    | AZS Zakopane             | 072,0   | 065,5   | 105,0  |
| 08.   | Marcelina Bełtowska | AZS Zakopane             | 056,0   | 060,0   | 058,0  |
| 09.   | Wiktoria Polanowska | AZS Zakopane             | 057,0   | 056,0   | 048,5  |
| 10.   | Róża Pawlikowska    | AZS Zakopane             | 054,0   | 050,0   | 028,0  |
| DNS   | Katarzyna Harsche   | ZKN Sokół Zagórz         |         |         |        |
| DNS   | Anna Żądło          | LKS Klimczok Bystra      |         |         |        |